# Gimnàstica als Jocs Olímpics d'estiu de 2004
Als Jocs Olímpics d'Estiu de 2004 celebrats a la ciutat d'Atenes (Grècia) es disputaren 18 proves de gimnàstica, 14 en gimnàstica artística (vuit proves en categoria masculina i sis en categoria femenina), 2 en gimnàstica rítmica (ambdues en categoria femenina) i 2 en trampolí (una en categoria masculina i una altra en femenina).

## Resum de medalles

### Gimnàstica artística
Hi participaren un total de 196 gimnastes, entre ells 98 homes i 98 dones, de 42 comitès nacionals diferents. La competició es dugué a terme entre els dies 14 i 23 d'agost de 2004 a les instal·lacions del Gimnàs Olímpic.

#### Categoria masculina
| Prova                              | Or | Argent                                                                                           | Bronze |
| Concurs complet individual Detalls | Paul Hamm                                                                                                  | Kim Dae-Eun                                                                                      | Yang Tae-Young |
| Concurs complet per equips Detalls | JapóTakehiro Kashima · Hisashi Mizutori · Daisuke Nakano · Hiroyuki Tomita · Naoya Tsukahara · Isao Yoneda | Estats UnitsJason Gatson · Morgan Hamm · Paul Hamm · Brett McClure · Blaine Wilson · Guard Young | RomaniaMarian Drăgulescu · Ilie Daniel Popescu · Dan Nicolae Potra · Răzvan Dorin Şelariu · Ioan Silviu Suciu · Marius Urzică |
| Exercici de terra Detalls          | Kyle Shewfelt                                                                                              | Marian Drăgulescu                                                                                | Jordan Jovtchev |
| Barra fixa Detalls                 | Igor Cassina                                                                                               | Paul Hamm                                                                                        | Isao Yoneda |
| Barres paral·leles Detalls         | Valeri Goncharov                                                                                           | Hiroyuki Tomita                                                                                  | Li Xiaopeng |
| Cavall amb arcs Detalls            | Teng Haibin                                                                                                | Marius Urzică                                                                                    | Takehiro Kashima |
| Anelles Detalls                    | Dimosthenis Tampakos                                                                                       | Jordan Jovtchev                                                                                  | Jury Chechi |
| Salt sobre cavall Detalls          | Gervasi Deferr                                                                                             | Jevgēņijs Saproņenko                                                                             | Marian Drăgulescu |

#### Categoria femenina
| Prova                              | Or | Argent | Bronze |
| Concurs complet individual Detalls | Carly Patterson                                                                                         | Svetlana Khorkina                                                                                                | Zhang Nan |
| Concurs complet per equips Detalls | RomaniaOana Ban · Alexandra Eremia · Cătălina Ponor · Monica Roşu · Nicoleta Sofronie · Silvia Stroescu | Estats UnitsMohini Bhardwaj · Annia Hatch · Terin Humphrey · Courtney Kupets · Courtney McCool · Carly Patterson | RússiaLiudmila Ezhova · Svetlana Khorkina · Maria Krioutchkova · Anna Pavlova · Elena Zamolodchikova · Natalia Ziganchina |
| Exercici de terra Detalls          | Cătălina Ponor                                                                                          | Nicoleta Sofronie                                                                                                | Patricia Moreno |
| Barra d'equilibris Detalls         | Cătălina Ponor                                                                                          | Carly Patterson                                                                                                  | Alexandra Eremia |
| Barres asimètriques Detalls        | Émilie Le Pennec                                                                                        | Terin Humphrey                                                                                                   | Courtney Kupets |
| Salt sobre cavall Detalls          | Monica Roşu                                                                                             | Annia Hatch | Anna Pavlova |

### Gimnàstica rítmica
La competició es dugué a terme entre els dies 26 d'agost i el 29 d'agost de 2004 a les instal·lacions del Centre Olímpic de Galatsi.
Hi participaren un total de 84 gimnastes de 21 comitès nacionals diferents.
| Prova                              | Or | Argent | Bronze |
| Concurs complet individual Detalls | Alina Kabàieva | Irina Tchachina                                                                                                 | Hanna Bezsònova |
| Concurs complet per equip Detalls  | RússiaOlesya Belugina · Olga Glatskikh · Tatyana Kurbakova · Nataliya Lavrova · Yelena Murzina · Ielena Possévina | ItàliaElisa Blanchi · Fabrizia D'Ottavio · Marinella Falca · Daniela Masseroni · Elisa Santoni · Laura Vernizzi | BulgàriaZhaneta Ilieva · Eleоnora Kezhova · Zornitsa Marinova · Kristina Rangelova · Galina Tancheva · Vladislava Tancheva |

### Trampolí
La competició es dugué a terme el dia 20 d'agost de 2004 a les instal·lacions del Gimnàs Olímpic.
Hi participaren un total de 32 gimnastes, 16 homes i 16 dones, de 20 comitès nacionals diferents.

#### Categoria masculina
| Prova            | Or           | Argent               | Bronze         |
| Trampolí Detalls | Yuri Nikitin | Alexander Moskalenko | Henrik Stehlik |

#### Categoria femenina
| Prova            | Or             | Argent         | Bronze         |
| Trampolí Detalls | Anna Dogonadze | Karen Cockburn | Huang Shanshan |

## Medaller
| Posició | País            | Or | Argent | Bronze | Total |
| 1       | Romania         | 4  | 3      | 3      | 10    |
| 2       | Estats Units    | 2  | 6      | 1      | 9     |
| 3       | Rússia          | 2  | 3      | 2      | 7     |
| 4       | Ucraïna         | 2  | 0      | 1      | 3     |
| 5       | Itàlia          | 1  | 1      | 1      | 3     |
| 6       | Japó            | 1  | 1      | 2      | 4     |
| 7       | R.P. de la Xina | 1  | 0      | 3      | 4     |
| 8       | Canadà          | 1  | 1      | 0      | 2     |
| 9       | Alemanya        | 1  | 0      | 1      | 2     |
| 9       | Espanya         | 1  | 0      | 1      | 2     |
| 11      | França          | 1  | 0      | 0      | 1     |
| 11      | Grècia          | 1  | 0      | 0      | 1     |
| 13      | Bulgària        | 0  | 1      | 2      | 3     |
| 14      | Corea del Sud   | 0  | 1      | 1      | 2     |
| 15      | Letònia         | 0  | 1      | 0      | 1     |